# 牡丹鄉
22°07′34″N 120°46′27″E / 22.1261721°N 120.7742858°E
牡丹鄉（排灣語：Sinevaudjan）位於臺灣屏東縣東南部，是臺灣本島最南端的山地鄉，北臨獅子鄉、臺東縣達仁鄉，東濱太平洋，西鄰車城鄉，南接滿州鄉，為1874年牡丹社事件的發生地。日治時代大正九年（1920年），牡丹鄉被日本人劃入當時高雄州恆春郡所直轄的蕃地。國民政府接管臺灣後將此塊蕃地各部落整編，成立此鄉。
牡丹鄉地處恆春半島，為中央山脈的尾稜，海拔均在1000公尺以下，鄉境內西側有四重溪上游多個支流，東側有港口溪、九棚溪等上游支流及旭海溪（舊名牡丹溪）、里仁溪（女仍溪）等獨立水系流經。氣候上屬熱帶季風氣候，每年冬春兩季均有強勁的落山風吹襲。居民以排灣族為主，也有少數阿美族。

## 歷史
依據荷西時期的番社戶口表，現今牡丹鄉境內已有記載Sdakj（四林格）、Catseleij（茄芝萊）、Kous-kous（高士佛）、Mat-saran（牡丹灣社）等部落，故牡丹鄉在荷西時期可能早已為外人所知。自清領時期起，牡丹地區被劃屬「番界」，清領時期的牡丹雖然已是歸化生番，但至清末仍未納入行政管轄，而係被分於恆春下番十八社內。直至1874年發生牡丹社事件以後，境內的牡丹、高士佛等社名方始多次出現於官方文書中，而牡丹社事件及日治時期的四林格事件，亦成為境內各部落受到官方注意的主要因素。
日治時期，牡丹地區仍屬蕃地，其先後曾分別由恆春廳蚊蟀支廳、阿緱廳恆春支廳及高雄州恆春郡管轄，牡丹地區的茄芝萊、牡丹、高士佛、八瑤、牡丹灣及四林格等部落各有設置警察官吏駐在所及派出所，負責行政、教育、警政及產業指導等工作。
1945年二戰後，社改為「村」，牡丹地區成立石門村、牡丹村、東源村、旭海村、高士村、四林村等6個村。1946年，高士佛社警察官吏駐在所改名為「牡丹分駐所」，並移至石門村，同時於該村設鄉公所為行政機關，10月正式成立牡丹鄉，屬高雄縣恆春區。1950年10月，調整行政區域並撤廢區署，牡丹鄉改隸屏東縣。

## 地理

### 地形
牡丹鄉位於屏東縣東南部，中央山脈南端東側，東臨太平洋，東南與滿州鄉相接，南為車城鄉，西與北鄰獅子鄉，東北與臺東縣達仁鄉鄰接。全鄉海拔高度約在500公尺以下，地形以丘陵為主，境內海拔最高點位於鄉境西界的里龍山附近（約1,000公尺高），少數海拔高度低於100公尺的低地則分布在河流兩岸及主支流交會口、出海口等地。

### 人口
根據屏東縣恆春戶政事務所統計，2024年底牡丹鄉戶數約2.1千戶，人口約4.7千人，鄉內人口最多與最少的村分別是石門村與旭海村，2024年底兩村人口分別為1,819人與459人。

## 政治

### 歷任首長
| 屆期 | 任別 | 姓名   | 黨籍       | 就職時間       | 卸任時間       | 備註                                                   |
| ---- | ---- | ------ | ---------- | -------------- | -------------- | ------------------------------------------------------ |
| 1    | 1    | 華敏夫 |            |                |                |                                                        |
| 2    | 1    | 華敏夫 |            | 1953年5月6日   |                |                                                        |
| 3    | 1    | 華敏夫 |            | 1956年5月6日   |                |                                                        |
| 4    | 1    | 華敏夫 |            | 1959年1月1日   |                |                                                        |
| 5    | 2    | 周義雄 |            |                |                |                                                        |
| 6    | 2    | 周義雄 |            |                |                | 鄉長周義雄於任內病逝                                   |
| 6    | 3    | 華阿財 |            |                |                |                                                        |
| 7    | 3    | 華阿財 |            |                |                |                                                        |
| 8    | 4    | 潘進龍 |            |                |                |                                                        |
| 9    | 4    | 潘進龍 |            |                |                |                                                        |
| 10   | 5    | 林清良 |            |                |                |                                                        |
| 11   | 5    | 林清良 |            |                |                |                                                        |
| 12   | 6    | 黃順發 | 中國國民黨 |                |                |                                                        |
| 13   | 6    | 黃順發 | 中國國民黨 |                |                |                                                        |
| 14   | 7    | 林傑西 | 親民黨     |                |                |                                                        |
| 15   | 7    | 林傑西 | 親民黨     |                |                |                                                        |
| 16   | 10   | 陳英銘 | 中國國民黨 |                |                |                                                        |
| 17   | 10   | 陳英銘 | 中國國民黨 |                | 2015年10月2日  | 鄉長陳英銘因涉工程弊案遭檢方收押禁見，依地方制度法停職 |
| 17   | 代理 | 賴耀熙 |            | 2015年10月7日  | 2016年5月31日  | 屏東縣政府指派代理鄉長                                 |
| 17   | 10   | 陳英銘 | 中國國民黨 | 2016年6月1日   | 2018年12月24日 | 鄉長陳英銘獲交保後提出申請，經屏東縣政府同意後復職     |
| 18   | 11   | 潘壯志 | 中國國民黨 | 2018年12月25日 | 2022年12月25日 |                                                        |
| 19   | 11   | 潘壯志 | 中國國民黨 | 2022年12月25日 |                |                                                        |

### 鄉政組織
牡丹鄉公所是牡丹鄉最高層級的地方行政機關，在中華民國政府架構中為鄉自治的行政機關，同時負責執行縣政府及中央機關委辦事項。牡丹鄉的自治監督機關為屏東縣政府。鄉長由全體鄉民直接選舉產生，任期為四年，可連選連任一次。牡丹鄉公所並置鄉政會議，為鄉政最高決策機構，在鄉長之下，設有5課2室等7個內部單位及2個附屬機關。
牡丹鄉民代表會是牡丹鄉的最高民意機關，代表牡丹鄉全體鄉民立法和監察鄉政。鄉民代表由公民直選選出，任期為四年，可連選連任。牡丹鄉民代表會共有7位鄉民代表，分別為第一選區5席鄉民代表、第二選區2席鄉民代表，主席、副主席由7位鄉民代表互選產生。
牡丹鄉為屏東縣議會第十五選區，在屏東縣議會53席縣議員中，牡丹鄉共選出1席縣議員。

### 行政區劃
以下列出的「村」屬於行政區劃，因此村內可能有數個部落。括號內皆為排灣語名稱。
- 石門村：鄉行政中心。
  - 大梅部落（Pungudan，外茄芝萊）
  - 石門部落（Kapanan / Tjuqaciljai，頂茄芝萊）
  - 安藤部落（Anteng）
  - 中間路部落（Kajajanan，咖佳佳南）
- 牡丹村（新保將）：
  - 下牡丹部落（Sinevaudjan，牡丹）
  - 上牡丹部落（Varalji，媽嘮喇）
- 東源村：
  - 東源部落（Maljipa / Tjuljasuaq，外麻里巴）：1941年～1942年遷至現址。
- 旭海村：
  - 旭海部落（Macaran，馬查蘭，牡丹灣）
- 高士村：
  - 高士部落（Kuskus，高士佛）
  - 八瑤部落（Padriyur）[註 2]
- 四林村：
  - 四林部落（Draki / Cinaqi，四林格）

| 牡丹鄉行政區劃                                      |
| 石 門 村 牡 丹 村 東源村 旭 海 村 高 士 村 四 林 村 |

## 公共服務

### 警政治安
- 屏東縣政府警察局恆春分局
  - 牡丹分駐所
  - 旭海派出所

### 消防
- 屏東縣政府消防局第四大隊
  - 牡丹分隊

## 教育

### 國民中學
- 屏東縣立牡丹國民中學

### 國民小學
- 屏東縣立石門國民小學
- 屏東縣立牡丹國民小學
- 屏東縣立高士國民小學
  - 屏東縣立高士國民小學牡林分校

## 交通
省道
- 台26線（部分路段通車）

縣道
- 縣道199號
  - 縣道199甲線

鄉道
- 屏156線
- 屏172線

## 旅遊
| - 牡丹社事件紀念公園 - 牡丹水庫 - 牡丹社事件故事館 - 佳德谷植物園區 - 東源森林遊樂區 - 旭海漁港 - 阿塱壹古道 - 旭海觀音鼻自然保留區 - 高士神社 - 四林格忠魂碑 | - 牡丹山 - 牡丹水上草原 - 東源濕地 - 哭泣湖 - 旭海草原 - 女仍山 - 牡丹灣 - 觀音鼻 - 高士佛山 - 四林格山 - 旭海溫泉 |

## 特產
| - 香菇 - 樹豆 - 山蘇花 - 雨來菇 | - 愛玉子 - 破布子 - 野薑花 - 牡丹花 |

## 外部連結
- 牡丹鄉公所 （页面存档备份，存于）